# أذينة ثورية
الأذينة الثورية (باللاتينية: Phlomis bovei) نوع نباتي يتبع جنس الأذينة من الفصيلة الشفوية.

## الموئل والانتشار
موطنها المغرب العربي.